# Herlev Ringvej
Herlev Ringvej , Ringvej 3, O3 eller kort Ring 3 er en firesporet ringvej, der går igennem Herlev i det vestlige København. 
Vejen er en delstrækning af Ring 3 der går fra Ishøj Strandvej til Motorring 3 E47/E55, og er med til at lede den tung trafikken som kører nord/syd om byen.
Vejen forbinder Nordre Ringvej i syd med Gladsaxe Ringvej i nord, og har forbindelse til Mileparken, Herlev Hovedgade og Hjortespringvej.